# Німецький музей годинників
Німе́цький музе́й годи́нників — музей, до колекції якого входять годинники різних епох. Приміщення музею розташоване в центрі міста Фуртванген (Баден-Вюртемберг)і є частиною Наукового університету Фуртвангену (нім. Hochschule Furtwangen (HFU). Експозиція музею присвячена історії вимірювання часу: від сонячний годинник до атомного годинникаатомний годинник. Акцент головно зроблено на виробництві годинників на території Шварцвальду. Крім того до зібрання музею входять старовинні годинник з зозулями 18 століття, подібні годинники слугують прототипом для сучасних шварцвальдських сувенірних годинників.
Приблизно третина відвідувачів музею беруть додатковий тур по музею, під час якого виставлені музичні інструменти та годинники приводяться в дію. А от в «Годинниковій майстерні» діти можуть власноруч змайструвати та оформити свій власний годинник. Колекція музею налічує 8000 об'єктів; 1300 годинників перебувають в постійній експозиції.